# Гоцо Петров
Гоцо Петров Първанов е български юрист и поручик, негов племенник е Иван Багрянов.

## Биография
Роден е на 14 април 1874 в Горно Церовене в семейството на Петър Първанов и Игната Стоянова Цекова (Княгинята). Майка му е правнучка на кнез Цеко, един от водачите на Манчовата буна от 1836 г. Гоцо е кръстен на чичо си Гоцо Първанов, член-съдия на Берковския окръжен съд във времето, когато председател на съда е Иван Вазов. Има трима братя – Михаил, Апостол и Първан, и две сестри – Йордана и Ивана.
Гоцо Петров завършва прогимназията в Лом и реална гимназия в София. На 25 август 1896 г. заедно с още двадесетина младежи основава читалище „Събуждане“ в Горно Церовене. След това следва право в Женева, където завършва през 1898 г. След завръщането си в България учи право в Софийския университет, който завършва през 1900 г. От 1901 г. работи в Ломския окръжен съд като адвокат. Заема се с разработването на каменовъглените мини в Ломско като закупува имоти. На 10 септември 1915 г., малко преди да бъде мобилизиран в Първата световна война, завещава цялата си библиотеката на читалище „Постоянство“ в Лом и дарява 40 000 лева на читалището в Горно Церовене. По време на войната е поручик в Първа българска армия. Загива на 27 август 1916 г. в боевете за връх Чеган. Погребан е в двора на църквата в Баница.
След смъртта му на негово име е именувана улица в центъра на Лом. В паметна плоча от черен гранит в основно училище „Св. св. Кирил и Методий“ в Монтана са изписани имената на загиналите във войните, като неговото е на първо място.